# Hernando de Soto Bridge
Die Hernando de Soto Bridge  ist eine sechsstreifige Autobahnbrücke, die die Interstate 40 zwischen Memphis (Tennessee) und West Memphis (Arkansas) über den Mississippi River führt.
Sie ist benannt nach dem spanischen Entdecker Hernando de Soto, der 1539 bis zu seinem Tod 1542 eine Expedition durch einige der heutigen Südstaaten der USA führte und möglicherweise südlich von Memphis starb.
Die 1973 eröffnete Hernando de Soto Bridge und die etwa drei Kilometer flussabwärts stehende Memphis & Arkansas Bridge (1949) sind die einzigen Straßenbrücken zwischen Memphis und dem anderen Ufer des Mississippi. Die nächste Brücke flussabwärts ist die etwa 110 Straßenkilometer entfernte Helena Bridge (1961) bei Helena-West Helena, Arkansas, flussaufwärts ist die 165 km entfernte Caruthersville Bridge (1976) die nächste.
Die beiden Hauptöffnungen vor dem östlichen Ufer werden von zwei großen Fachwerkbögen mit Stützweiten von je 274 m (900 ft) überspannt, an denen die Fahrbahntafel aufgehängt ist. Die beiden Bögen werden in Memphis als großes "M" gelesen, weshalb auch von der M-Bridge gesprochen wird. Nachts werden die Umrisse der Bögen erleuchtet. Um die Schiffsführer nicht durch die Lichtspiegelungen im Wasser zu irritieren, kann die Beleuchtung durch Fernsteuerung abgeschaltet werden.
An die Bögen schließen sich beidseits stählerne Balkenbrücken auf Betonpfeilern an.
Die Hernando de Soto Bridge ist 1981 m (6500 ft) lang, gerechnet von ihrem westlichen Widerlager bis zur Übergangskonstruktion auf Mud Island vor dem eigentlichen Stadtgebiet von Memphis. Daran schließt sich ein eigenständiges Brückenbauwerk zur Verteilung der Fahrstreifen an, das über den Altarm des Wolf River, dem Wolf River Harbor, in die Stadt hinein bis über die N 3rd Street reicht und weitere 894 m (2933 ft) lang ist, so dass sich eine Länge von insgesamt 2875 m (9433 ft) ergäbe.  Westlich der Brücke überquert die Interstate 40 das hier 4 km breite Hochwasserbett auf zwei langen  Erddämmen und zwei kürzeren Betonbrücken. Die gelegentlich genannte Länge von 5954 m scheint der Länge von dem ersten Widerlager am westlichen Flussdeich (Mississippi Levee) über das gesamte Hochwasserbett, den Fluss und die Mud Island bis zur Dehnungsfuge östlich der N 2nd Street zu entsprechen, an die sich dann allerdings noch die Rampenbrücke bis zum Widerlager östlich der N 3rd Street anschließt.
Wegen der Verkehrsbedeutung der Hernando de Soto Bridge fand von 2000 bis 2015 ein Programm statt, das die Brücke samt ihren Zufahrten soweit ertüchtigte, dass sie einem Erdbeben der Stärke 7,7 auf der Richterskala standhält.
Am 11. Mai 2021 entdeckten Prüfingenieure bei einer Routinekontrolle, dass ein als Langerscher Balken eingesetzter Träger in vollem Umfang gerissen war. Sie ließen die Brücke sofort für den Straßenverkehr darauf und den Schiffsverkehr darunter sperren. Analysen von früherem Bildmaterial zeigten Schäden mindestens seit 2016. Der Schiffsverkehr wurde am 14. Mai wieder aufgenommen, der Straßenverkehr wurde lokal auf die ältere Memphis–Arkansas Bridge umgeleitet. Nach Reparatur des Trägers wurde die Brücke für den Straßenverkehr am 2. August 2021 freigegeben.